# Turyna
Turyna – część wsi Tarnoszyn w Polsce położona w województwie lubelskim, w powiecie tomaszowskim, w gminie Ulhówek.
W latach 1975–1998 Turyna administracyjnie należała do województwa zamojskiego.